# Stockmeißel

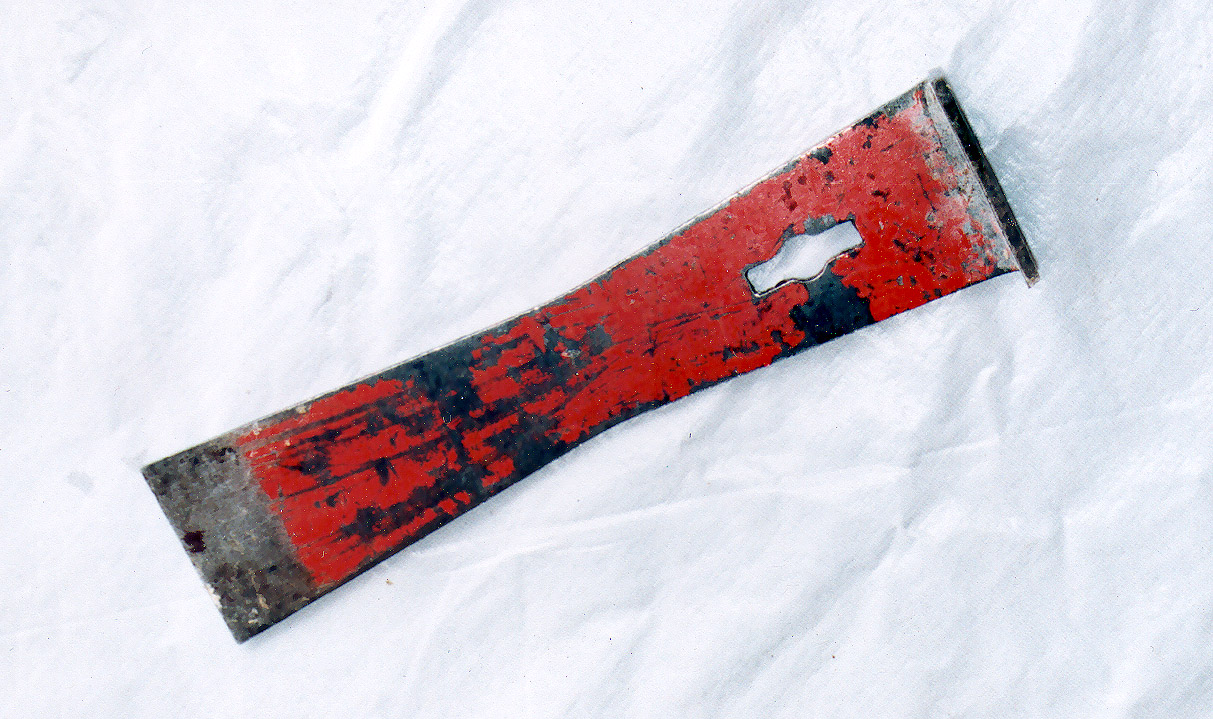
Stockmeißel, gebogene Variante

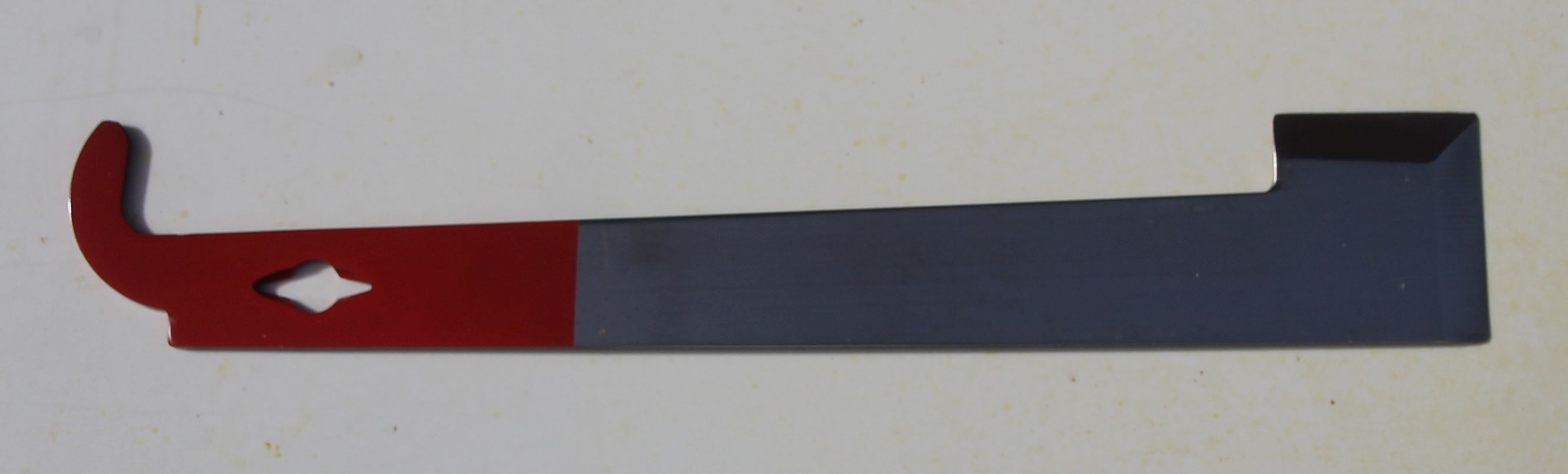
Stockmeißel, flache Variante

Der Stockmeißel ist ein Imkereigerät und das „Universalwerkzeug“ des Imkers. Er wird zum Beispiel benutzt, um die Zargen der Bienenbeute voneinander zu trennen und aus der Beute Rahmen zur Entnahme herauszuhebeln. Die scharfen Kanten dienen zum Abschaben von  Propolis und um Wachsverbauungen in der Beute und ihren beweglichen Teilen, den Waben, zu entfernen. Er besteht meist aus Feder- oder Edelstahl und besitzt an einem Ende eine Öffnung, die aufgrund ihrer speziellen Form zum Herausziehen von Nägeln dienen kann und die Möglichkeit bietet, den Stockmeißel aufzuhängen.
In der gebogenen Variante ist der Stockmeißel – im Gegensatz zu einem normalen Meißel – an einem Ende aus der Ebene heraus um 90° nach oben gebogen. Außerdem ist er an beiden Enden scharf geschliffen.
In der flachen Variante liegt die hakenförmige Biegung (zum Aushebeln der Rahmen) in der Ebene. Am anderen Enden ist er an zwei rechtwinkligen Seiten scharf geschliffen.